# ヤン・オプレタル

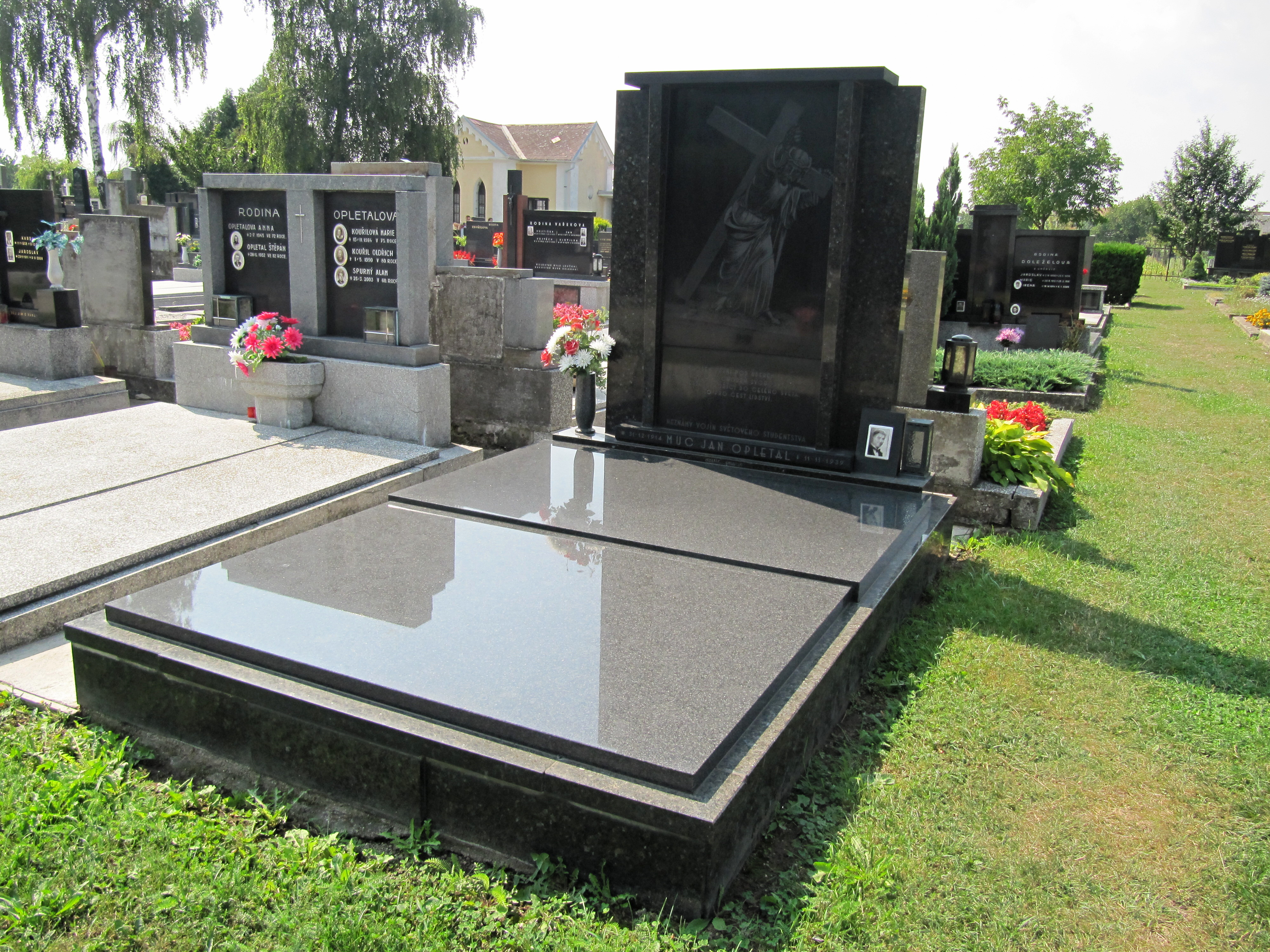
オプレタルの墓石

ヤン・オプレタル（Jan Opletal、1915年1月1日 - 1939年11月11日）はプラハのカレル大学の医学部の学生で、ナチス・ドイツ支配下での反ナチスのデモで殺害された。オロモウツのナークロ村ロタ・ナト・モラヴォウ出身。
1939年10月28日、チェコスロバキア共和国の独立記念祭に、反ナチスのデモと暴動がプラハで発生し、ナチス・ドイツにより鎮圧された。ヤン・オプレタルは腹部を撃たれ重傷を負い、後の11月11日に死亡した。11月15日に行われた彼の葬儀には数千人の学生が参加し、反ナチスのデモが再び発生した。その結果、総督コンスタンティン・フォン・ノイラートはチェコ大学と短期大学の全てを閉鎖し、1,200人の学生が強制収容所に送られ、9人の学生が処刑された（11月17日）。
オプレタルの名前は、彼の生まれた村ナークロに残った。そこには彼の記念碑が残っている。多数のチェコの都市に彼の名前にちなんだ通りが存在する。
このイベントを記念して、11月17日は、国際学生連合や他の団体により国際学生の日として制定された。